# تریسی آبرامز
تریسی آبرامز (انگلیسی: Tracy Abrams؛ زادهٔ ۶ فوریهٔ ۱۹۹۲) بازیکن بسکتبال اهل ایالات متحده آمریکا است.